# Theodore Wharton
Theodore Warthon (Milwaukee, 12 aprile 1875 – Hollywood, 28 novembre 1931) è stato un regista e produttore cinematografico statunitense di origine britannica. Era fratello di Leopold Wharton, anche lui regista e produttore.

## Inizio carriera
Theodore Wharton iniziò la sua carriera professionale come tesoriere all'Opera di Dallas. Presto cambiò genere e passò a lavorare come attore e regista in diverse compagnie teatrali, da St. Louis a New York. Nel 1907, visitando gli stabilimenti di Thomas Alva Edison, scoprì il suo interesse per l'industria cinematografica.
Per Edison, lavorò come direttore tecnico, prima di passare nel 1909 alla Kalem. Dal 1910 al 1912 lavorò per la Pathé, dove girò alcuni dei primi serial della storia del cinema e in seguito, a Chicago, andò alla Essanay. Wharton, in quel periodo, aveva scritto, sceneggiato o prodotto già più di 500 film, facendosi un nome per la sua professionalità, specie come regista di genere, nei film di avventura o di azione.

## Essanay
Wharton girò per la Essanay soprattutto a Ithaca, che era chiamata la Hollywood dell'Est. Il regista si sforzò in quel periodo di ricreare la vita vivace del campus come sfondo per i suoi film, costruendo degli studi sul terreno dell'Università di Cornell, utilizzandone i cortili interni e le strade secondarie. 
Nel 1912, Wharton incominciò a girare su commissione film sulla guerra indiana. Una sua produzione, The Late Indian Wars, diventò il primo lavoro lungo sette rulli nella storia del cinema USA. 
Le riprese vennero fatto sui luoghi originali nel Dakota del Sud, Montana, Wyoming e Oklahoma, con la partecipazione di più di 5 000 tra indiani e soldati, con personalità storiche quali il generale Nelson A. Miles e William F. Cody, meglio conosciuto come Buffalo Bill.
Theodore Wharton morì nel 1931 dopo una lunga malattia a Hollywood.

## Filmografia

### Regista
- The Girl from Arizona (1910)
- The Great Train Hold Up (1910)
- The Champion of the Race (1910)
- The Cowboy's Sweetheart and the Bandit (1910)
- Tommy Gets His Sister Married (1910)
- Her Photograph (1910)
- Advertising for a Wife (1910)
- The Gambler's Wife (1910)
- The Appeal of the Prairie (1910)
- An Arizona Romance - cortometraggio (1910)
- A Simple Mistake (1910)
- The Hoodoo (1910)
- A Summer Flirtation (1910)
- The Mystery of Lonely Gulch (1910)
- The Motor Fiend (1910)
- Abraham Lincoln's Clemency (1910)
- A Gambler's End (1910)
- The Other Way (1910)
- How Rastus Gets His Turkey (1910)
- The Maid of Niagara (1910)
- The Magic Wand (1912)
- The Voice of Conscience (1912)
- Neptune's Daughter (1912)
- The End of the Feud (1912)
- The Snare (1912)
- Sunshine (1912)
- From the Submerged (1912)
- Football Days at Cornell (1912)
- The Virtue of Rags (1912)
- The Hero Coward (1913)
- Into the North (1913)
- A Brother's Loyalty (1913)
- Tapped Wires (1913)
- The Power of Conscience (1913)
- The Hermit of Lonely Gulch (1913)
- Sunlight (film 1913) (1913)
- For Old Time's Sake (1913)
- Tony, the Fiddler (1913)
- Dear Old Girl (1913)
- The Love Lute of Romany (1913)
- Little Ned (1913)
- The Indian Wars, co-regia di Vernon Day (1914)
- The Boundary Rider (1914)
- The Pawn of Fortune (1914)
- A Prince of India (1914)
- A Change of Heart (1914)
- The Fireman and the Girl (1914)
- The Stolen Birthright (1914)
- The Exploits of Elaine - serial (1915)
- The Shanghai Man
- The New Exploits of Elaine - serial (1915)
- Transatlantic (The Romance of Elaine) - serial (1915)
- The New Adventures of J. Rufus Wallingford - serial (1915)
- The Bungalow Bungle
- Three Rings and a Goat
- A Rheumatic Joint
- The Master Stroke
- The Lilac Splash
- A Trap for Trapp
- A Bang Sun Engine

- The City (1916)
- Hazel Kirke co-regia Louis J. Gasnier, Leopold Wharton (1916)
- The Mysteries of Myra (1916)
- The Lottery Man (1916)
- Beatrice Fairfax - serial (1916)
- The Crusher (1917)
- Patria co-regia Leopold Wharton (episodi 1-10) - serial (1917)
- The Black Stork (1917)
- The Great White Trail, co-regia di Leopold Wharton (1917)

- The Eagle's Eye (1918)
- The Missionary (1918)
- Mission of the War Chest (1918)
- The Red Peril (1919)
- The Crooked Dagger (1919)
- The Moon Riders, co-regia B. Reeves Eason (1920)

### Produttore
- The Girl from Arizona (1910)
- The Great Train Hold Up (1910)
- The Cowboy's Sweetheart and the Bandit (1910)
- Tommy Gets His Sister Married (1910)
- Under Both Flags (1910)
- Her Photograph (1910)
- Advertising for a Wife (1910)
- The Appeal of the Prairie (1910)
- A Simple Mistake (1910)
- The Hoodoo (1910)
- An Indian's Gratitude (1910)
- A Summer Flirtation (1910)
- The Motor Fiend (1910)
- Cowboy Justice (1910)
- Abraham Lincoln's Clemency (1910)
- A Gambler's End (1910)
- The Other Way (1910)
- How Rastus Gets His Turkey (1910)
- Lost Years (1911)
- Two Men and a Girl (1911)
- Napatia, the Greek Singer (1912)
- The Eye That Never Sleeps (1912)
- Football Days at Cornell (1912)
- Little Ned (1913)
- The Swag of Destiny (1913)
- Into the North (1913)
- A Brother's Loyalty (1913)
- The Power of Conscience, regia di Theodore Wharton (1913)
- Sunlight (1913)
- For Old Time's Sake, regia di Theodore Wharton (1913)
- Tony, the Fiddler (1913)
- Dear Old Girl (1913)
- The Love Lute of Romany (1913)
- The Toll of the Marshes (1913)
- The Uplift (1914)
- The Shanghai Man (1914)
- The Boundary Rider (1914)
- A Change of Heart (1914)
- The Warning (1914)
- The Pawn of Fortune (1914)
- A Prince of India (1914)
- The Fireman and the Girl (1914)
- The Stolen Birthright (1914)
- The New Exploits of Elaine (1915)
- Transatlantic (The Romance of Elaine) (1915)
- The New Adventures of J. Rufus Wallingford (1915)
- The City (1916)
- Hazel Kirke, regia di Louis J. Gasnier, Leopold Wharton e Theodore Wharton (1916)
- The Mysteries of Myra (1916)
- The Lottery Man (1916)
- Beatrice Fairfax (1916)
- The Crusher (1917)
- Patria (1917)
- The Black Stork (1917)
- The Great White Trail (1917)
- Below Zero (1917)
- The Candidates (1918)
- Mission of the War Chest (1918)
- Marriage a la Mode (1918)
- Kute Kids vs. Kupid (1918)
- The Eagle's Eye (1918)
- April Fool, regia di John K. Holbrook (1918)
- The Red Peril (1919)
- The Crooked Dagger (1919)

### Sceneggiatore
- The Voice of Conscience, regia di Theodore Wharton (1912)
- From the Submerged (1912)
- The Virtue of Rags (1912)
- Into the North, regia di Theodore Wharton (1913)
- For Old Time's Sake, regia di Theodore Wharton (1913)
- Dear Old Girl (1913)
- The Toll of the Marshes (1913)
- The Warning (1914)
- The Stolen Birthright (1914)
- The City (1916)
- The Lottery Man (1916)
- The Moon Riders, regia di B. Reeves Eason e Theodore Wharton (1920)
- The Eagle's Talons (1923)